# María Withoos
María Withoos (Amersfoort, 8 de mayo de 1663-después de 1699) fue una pintora neerlandesa, de la Edad de Oro neerlandesa especializada en naturalezas muertas.

## Biografía
Era la segunda hija de los ocho de Matthias Withoos y Wendelina van Hoorn. Cuando en 1672 los franceses amenazaban con apoderarse de la ciudad de Amersfoort, Matthias Withoos se trasladó con su familia a Hoorn, lugar de nacimiento de su esposa Wendelina.
María se casó primero con Johannes Brickely y después de su muerte con Dirck Knijp. Del primer matrimonio nació su hijo Johannes (1696), y del segundo su hijo Matías (1699). El 6 de junio de 1694 María con su hermana  Alida se presentaron ante un notario público de Ámsterdam por motivo de herencia.
Aunque pertenecía a una familia rica, fue enseñada por su padre en la pintura, fue más conocida como la «hermana de»  Alida,  Pieter,  Johannes y  Frans. Ella, sobre todo pintó bodegones y paisajes. En el siglo XVIII, en un catálogo de una subasta, fue nombrada como autora «de dos piezas que representan puntos de vista de los parques con jarrones antiguos, frutas y flores pintadas con gusto y colores brillantes» y en un catálogo del siglo XIX fue mencionada también en una subasta una «Naturaleza muerta floral realizada por su propia mano». Hoy en día no se conocen muchas obras de María Withoos. En una tesis doctoral de 1990 M.Schepper describió ocho de sus pinturas, de las que solo una está firmada, la que representa un jarrón con flores, presente en una colección privada inglesa (1928).
Ya que María tenía las mismas iniciales que su padre, es posible que entre las pinturas que se le atribuyen, algunas sean obras suyas.